# Philoscia mendica
Philoscia mendica là một loài chân đều trong họ Philosciidae. Loài này được Budde-Lund miêu tả khoa học năm 1898.